# Chronologie de Meknès
Pour un article plus général, voir Meknès.
 (août 2025).
Cette chronologie de Meknès liste les principaux événements historiques de la ville de Meknès, au Maroc.

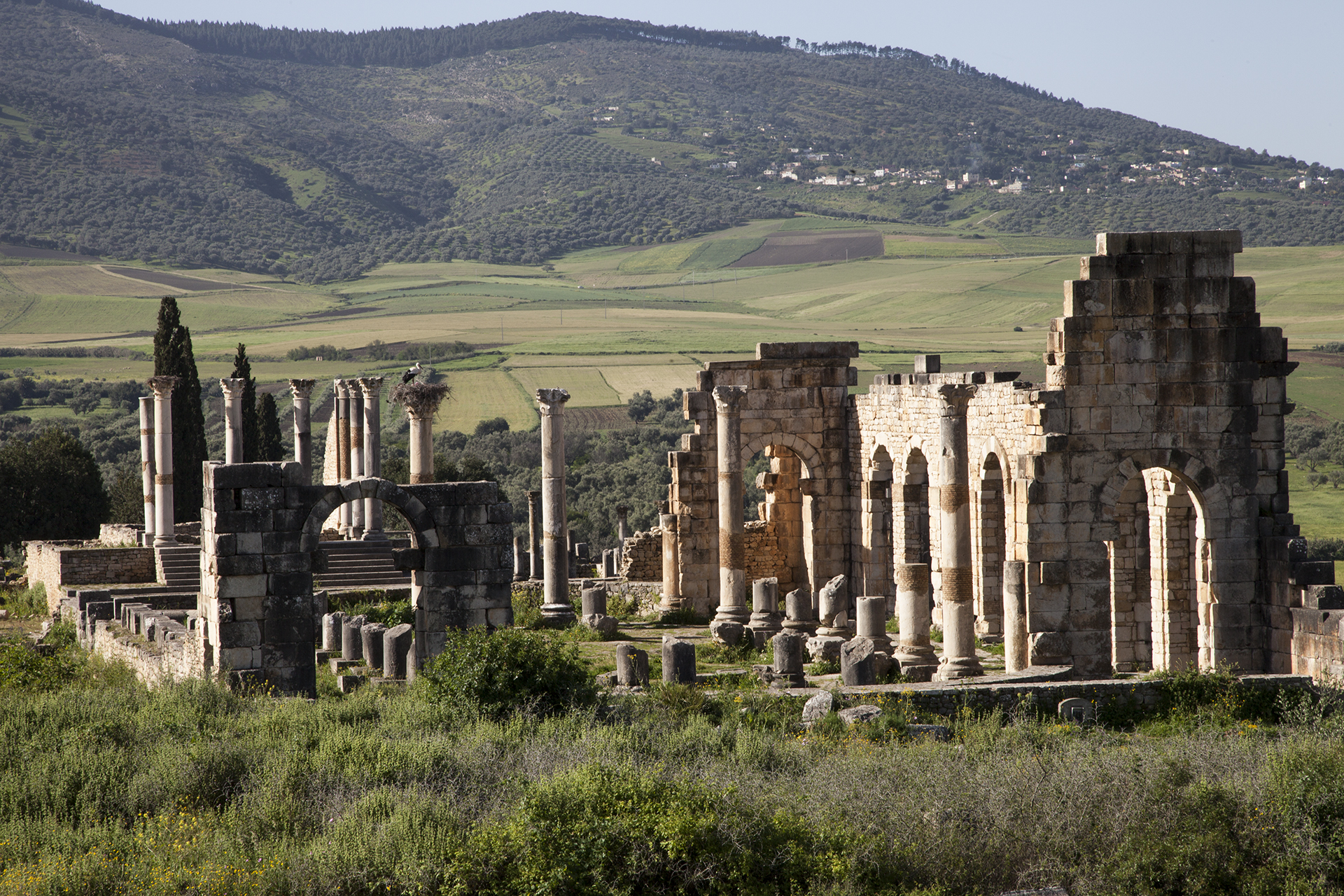
Volubilis

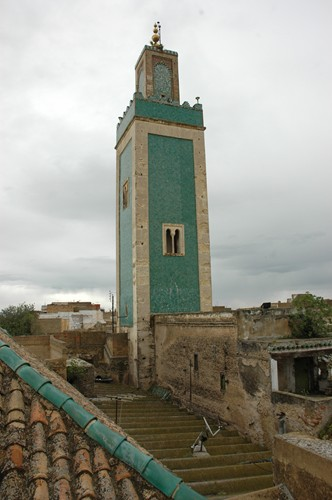
Grande mosquée de Meknès (XIIIe siècle)

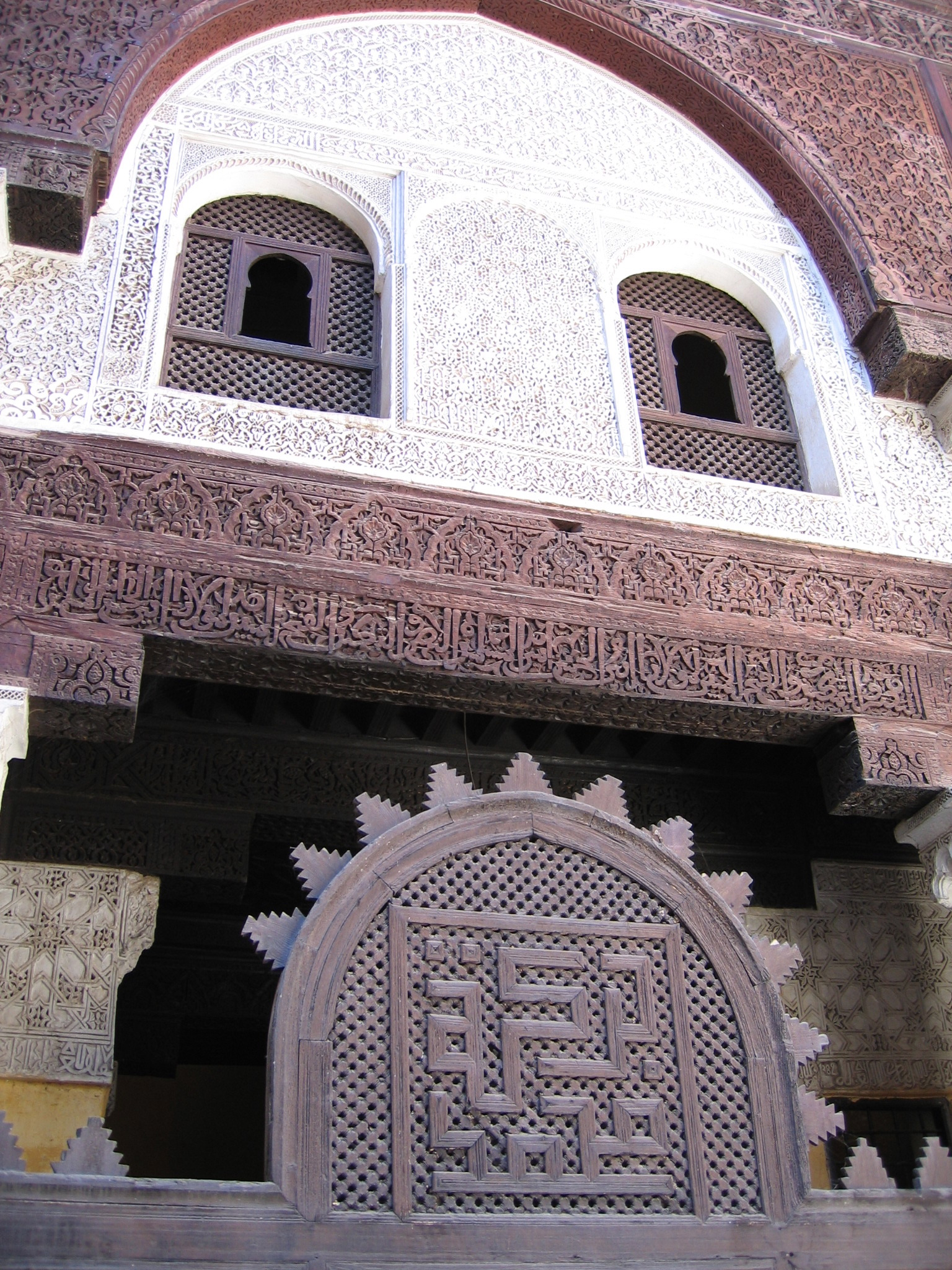
Medersa Bou Inania (XIVe siècle)

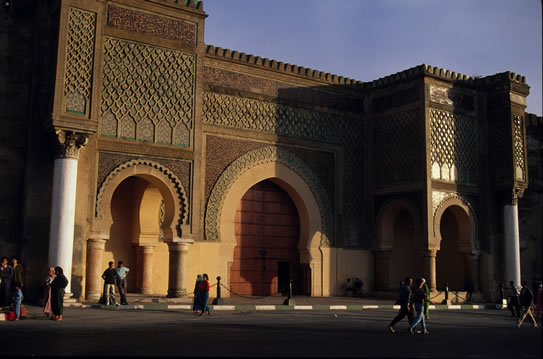
Bab Mansour (XVIIIe siècle)

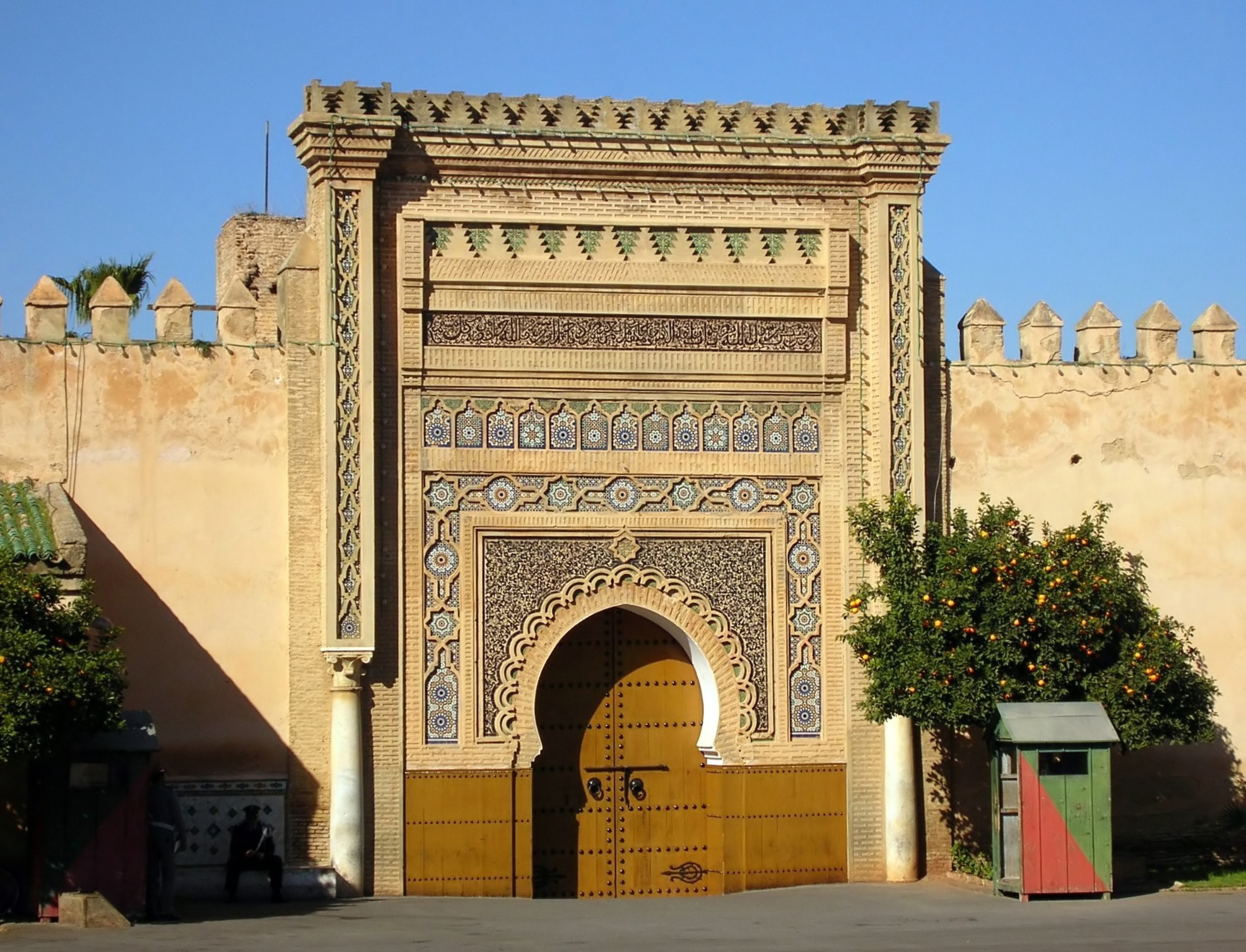
Entrée du palais impérial (inscription UNESCO, 1996)

## Antiquité
- IIIe siècle av. J.-C. : fondation de la ville punique de Volubilis[1], à 30 km au nord de Meknès, devenue ville romaine en 44[2], frontière de l'Empire romain : la plaine du Saiss, où se situent Meknès et Fès, ne faisait pas partie de l'empire.

## Moyen Âge
- 16 juillet 622 : 1er jour de l'hégire (calendrier islamique, débutant 10 ans avant la mort du prophète Mahomet)
- 711 : fondation de Meknès par la tribu berbère amazigh des Meknassa
- 789 : début de la dynastie chérifienne idrisside (capitales : Volubilis, Fès), , fondatrice du Maroc

- Xe siècle : construction de la mosquée Néjjarine, restaurée en 1756[3]
- 974 : fin de la dynastie idrisside (capitales : Volubilis, Fès), remplacée par les Ifrenides et les Maghraouas en Ifrikiya (Algérie et Tunisie actuelles) et les Meknassa au Maghreb al-Aqsa et en Andalousie

### XIesiècle
- 1042 ou 1053[3] : début de la dynastie berbère almoravide (capitales : Aghmat, Marrakech), refondatrice du Maroc[4],[5]
- 1069 : transformation de Meknès en site militaire[3] par les Almoravides

### XIIesiècle
- 1147 : début de la dynastie berbère almohade (capitales : Marrakech, Séville, Rabat).

### XIIIesiècle
- 1199 : début de la construction de la Grande Mosquée de Meknès par les Almohades, jusqu'en 1213
- 1248 ou 1269[3]: début de la dynastie berbère zénète mérinide (capitale : Fès)[6]

### XIVesiècle
- construction de la Médersa Bou Inania par Abu al-Hasan (1331 - 1351)

### XVesiècle
- 1472 : début de la dynastie berbère zénète wattasside (capitale : Fès)
- 1490 environ : création de la Zaouïa mère des Aïssawas à Meknès

## Époque moderne

### XVIesiècle
- 1526 : décès de Sidi Mohamed Ben Aïssa à Meknès
- 1554 : début de la dynastie chérifienne saadienne (capitale : Marrakech)[7]

### XVIIesiècle
- 1659 : début de la dynastie chérifienne alaouite, dynastie régnante actuelle (capitales : Meknès, Fès, Rabat)
- XVIIe siècle : construction des portes Bab Lakhmis et Bab Berdaine par le Sultan Moulay Ismail
- 1672 : Début du règne du Sultan Moulay Ismail, Meknès devient capitale impériale
- 1677 : naissance de Ahmad du Maroc à Meknès
- 1689 : construction de la Medersa Filalia
- 1694 : naissance de Abdallah II du Maroc à Meknès
- 1696 : naissance de Abdelmalek du Maroc à Meknès

### XVIIIesiècle
- 22 mars 1727 : décès du Sultan Moulay Ismaïl
- 1728 : décès de Abdelmalek du Maroc à Meknès
- 1729: décès de Ahmad du Maroc à Meknès
- 1732 : fin de la construction de Bab Mansour
- 1742 : naissance de Kaddour El Alamy, poète malhoun
- 1790 : construction de la mosquée Jamaï Roua
- XVIIIe siècle : construction du palais Dar El Beida

## Époque contemporaine

### XIXesiècle
- 1881 : naissance de Moulay Youssef à Meknès
- 1882 : construction du Palais Dar Jamaï

### XXesiècle
- 13 février 1909 : naissance de Chalom Messas, grand-rabbin du Maroc
- 13 juin 1911 : fin de la sécession de Meknès par rapport au Makhzen du sultan Moulay Abd Al Hafid

#### Période du protectorat français
- 1913 : création du jardin d'essai à Lagdal[8]
- 1914 : création du Haras de Meknès
- 11 septembre 1921 : naissance de Michel Jobert, ministre des affaires étrangères (France)
- 15 juillet 1934 : naissance de David Messas, grand-rabbin de Paris
- 1939 : naissance de Mohamed Bouzoubaâ, ministre de la justice (Maroc)
- 15 mars 1939 : naissance de Ahmed Alami, ministre de la santé (Maroc)
- 1953 : naissance de Salaheddine Mezouar, ministre des affaires étrangères (Maroc)

### Maroc contemporain
- 1966 : le CODM est vainqueur de la Coupe du Trône de football
- 1971 : création du Golf Royal de Meknès
- 1995 : le CODM est champion du Maroc de football
- 1996 : Meknès est inscrite au Patrimoine mondial par l'UNESCO

### XXIesiècle
- Jumelages avec les villes de :
  -  Nîmes (France) depuis 2005
  -  Huizhou (Chine) depuis 2010
  -  Reims (France) depuis 2011